# 血体
血体是卵巢濾泡排卵后形成的一种临时结构。创伤愈合后，随后的结构称为黄体（进而成为白体退化）。